# 小行星9004
小行星9004（英語：Peekaydee）是一颗围绕太阳公转的小行星。1982年10月22日，G. Aldering在基特峰发现了此天体。
这颗小行星的绝对星等为100.5316396026847等。